# Најамно ропство
Најамно ропство је термин који се користи за критику експлоатације рада од стране предузећа, које задржавањем плата ниским или стагнирајућим покушавају да максимизују профит. Ситуација најамног ропства може се слободно дефинисати као зависност особе од плате за живот, посебно када су плате ниске, третман и услови на раду лоши, са мало шансе за напредовање.
Овај израз често користе критичари најамног рада да критикују експлоатацију радника и друштвену стратификацију, при чему се прво види првенствено као неједнака преговарачка моћ између рада и капитала, посебно када су радници плаћени релативно ниским платама, као што је то у радионицама. Друго се описује као недостатак радничког избора, испуњујућујућих избора за посао и слободног времена. Критика друштвене стратификације покрива шири спектар избора запошљавања везаних притисцима хијерархијског друштва да обавља иначе неиспуњавајући посао који људе лишава њиховог „врсног карактера“ не само под претњом екстремног сиромаштва и гладовања, већ и друштвене стигме и умањења статуса. Историјски гледано, многе социјалистичке организације и активисти су заступали радничко самоуправљање или радничке задруге као могуће алтернативе најамном раду.
Сличности између најамног рада и ропства примећене су још код Цицерона у Старом Риму, као на пример у De Officiis. Са појавом индустријске револуције, мислиоци као што су Пјер-Жозеф Прудон и Карл Маркс разрадили су поређење између најамног рада и ропства, и укључили се у критику рада, док су лудити наглашавали дехуманизацију коју су изазвале машине. Увођење најамног рада у Британији у 18. веку наишло је на отпор, што је довело до појаве принципа синдикализма и анархизма.
Пре Америчког грађанског рата, јужњачки браниоци држања Афроамериканаца у ропству позивали су се на концепт најамног ропства како би повољно упоредили стање својих робова са радницима на северу. Сједињене Државе су укинуле већину облика ропства након Грађанског рата, али синдикални активисти су ову метафору сматрали корисном – према историчару Лоренсу Гликману, од 1870-их до 1890-их "референце су обиловале у радничкој штампи, тешко је било наћи говор вође радника без те упоредбе".

## Историја
Став да је рад за плату сличан ропству датира још из античког света. У старом Риму, Цицерон је написао да је „сама плата [најамни радници] залог њиховог ропства“.
Године 1763, француски новинар Симон Лингe објавио је утицајан опис најамног ропства:
Роб је свом господару драгоцен због новца који је потрошио на њега... Вредели су онолико колико су могли да се продају на пијаци... Немогућност живота на било који други начин приморава наше раднике на фарми да обрађују земљу чије плодове неће јести, а наше зидаре да граде зграде у којима неће живети. То је оно што их гура да клекну пред богаташе да би од њега добили дозволу да га обогате... какву ефективну корист му је донело сузбијање ропства? Он је, кажете, слободан. Ах! То је његова несрећа... Ови људи... имају најстрашнијег, најопаснијег од господара - потребу... Морају, дакле, наћи некога да их запосли, или ће умрети од глади. Да ли је то слобода?
Став да најамни рад има суштинске сличности са ропством активно су изнели у касном 18. и 19. веку браниоци ропства (најчешће у јужним државама Сједињених Држава) и противници капитализма (који су такође били критичари ропства). Неки браниоци ропства, углавном из јужних робовласничких држава, тврдили су да су радници са севера „слободни, али само по имену и да су робови бескрајног рада“, као и да су њихови робови у бољем положају. Ова тврдња је делимично потврђена неким модерним студијама које указују на то да су материјални услови робова у 19. веку били „бољи од онога што је обично било доступно слободним градским радницима у то време“. У овом периоду, Хенри Дејвид Торо је написао да је „тешко имати јужњачког надгледника; горе је имати северног; али најгоре од свега када си сам себи надгледник.“

Аболиционисти у Сједињеним Државама критиковали су аналогију као лажну. Тврдили су да најамни радници „нису потчињени угњетавани“. Абрахам Линколн и републиканци су тврдили да се стање најамних радника разликује од ропства све док радници имају вероватноћу да развију прилику да раде за себе, постижући самозапошљавање. Аболициониста и бивши роб Фредерик Даглас је првобитно изјавио „сада сам сам свој господар“, након што је почео да ради за плату. Касније је закључио супротно, рекавши "искуство показује да постоји најамно ропство, само је мало мање погубно од обичног ропства и да оба морају нестати заједно". Даглас је даље говорио о овим условима који произилазе из неједнаке преговарачке моћи између власничке/капиталистичке класе и невласничке/радничке класе у оквиру обавезног монетарног тржишта:
Ниједан лукавији и ефикаснији наум за превару јужњачких радника није могао бити усвојен од оног који плате замењује ваучерима за исплату надница. Оно има намеру да покаже поштење, док радника ставља на милост и немилост земљопоседнику и трговцу.
Самозапошљавање је постало мање уобичајено јер је занатска традиција полако нестајала у каснијем делу 19. века. Године 1869. The New York Times је описао систем најамног рада као „систем ропства који је апсолутно ако не и понижавајући као онај који је у последње време преовладавао на југу“. Е. П. Томсон примећује да је за британске раднике крајем 18. и почетком 19. века "јаз у статусу између слуге, најамног радника који прати наредбе господара, занатлије, који је могао долазити и одлазити како му је воља, био довољно широк да људи крену у борбу, уместо да дозволе себи да пређу с једне стране на другу. И, у вредносном систему друштва, они који су се опирали понижењу су били у праву".

„Члан синдиката грађевинара” 1830-их је тврдио да ће синдикати „не само штрајковати за мање посла, а више надница, већ ће на крају укинути наднице, постати сами себи господари и радити једни за друге; рад и капитал више неће бити одвојени, већ ће бити нераскидиво спојени у рукама радника и радница”. Ова перспектива је инспирисала Велики национални консолидовани синдикат (УК) из 1834. који је имао „двоструку сврху синдикалистичких синдиката – заштиту радника у оквиру постојећег система и формирање језгра будућег друштва“ када синдикати „преузму целу индустрију земље“. Вилијам Лазоник је резимирао:
Истраживања су показала да се „слободнорођени Енглез“ осамнаестог века – чак и они који су се силом прилика морали подвргнути пољопривредном најамном раду – упорно опирали уласку у капиталистичку радионицу.
Употреба термина „најамни роб“ од стране радничких организација можда потиче од радничких протеста девојака из Ловел млина 1836. године. Слике најамног ропства су нашироко користиле радне организације средином 19. века да приговоре недостатку самоуправљања радника. Међутим, постепено је замењен неутралнијим термином „најамни рад“ крајем 19. века пошто су радничке организације помериле свој фокус на повећање надница. Карл Маркс је описао капиталистичко друштво као друштво које нарушава индивидуалну аутономију јер је засновано на материјалистичком и комодификованом концепту тела и његове слободе (тј. као нечега што се продаје, изнајмљује или отуђује у класном друштву). Према Фридриху Енгелсу:
Роб се продаје једном за свагда; пролетер мора да се продаје свакодневно и на сат. Индивидуални роб, власништво једног господара, има загарантовану егзистенцију, ма колико јадна била, због интереса господара. Појединачни пролетер, као својина читаве буржоаске класе која свој рад купује само када је некоме потребна, нема сигурну егзистенцију.

### Сличности најамног рада са ропством
Критичари најамног рада су повукли неколико сличности између најамног рада и ропства:
1. Пошто је роб власништво, његова вредност за власника је на неки начин већа од вредности радника који може дати отказ, бити отпуштен или замењен. Власник робова је направио веће инвестиције у смислу новца који је плаћен за роба. Из тог разлога, у временима рецесије робови нису могли бити отпуштени као најамни радници. „Најамни роб“ може бити оштећен са мало или без трошкова. Амерички робови у 19. веку су побољшали свој животни стандард од 18. века[25] и – према историчарима Фогелу и Енгерману – записи о плантажама показују да су робови мање радили, били боље храњени и бичевани само повремено – њихови материјални услови у 19. веку су били „бољи од онога што је обично било доступно слободним градским радницима у то време“.[26] Ово је делимично било због ропских психолошких стратегија у економском систему различитом од капиталистичког најамног ропства. Према Марку Мајклу Смиту из Економског историјског друштва, „иако је наметљив и опресиван, патернализам, начин на који су га робовласници користили и методе које су робови користили да њиме манипулишу, учинили су покушаје робовласника да уведу капиталистички режим рада на својим плантажама неефикасним и тако омогућили робовима да стекну одређени степен аутономије“.[38]
2. За разлику од роба, најамни радник може (осим незапослености или недостатка понуде за посао) бирати између послодаваца, али ти послодавци обично чине мањину власника у популацији за коју најамни радник мора да ради, док се покушаји да се спроведу радничка контрола над пословима послодаваца могу сматрати чином крађе или непослушности и на тај начин бити суочени са затворским мерама или другим насилним законским мерама. Највећи избор најамног радника је да ради за послодавца, да се суочи са сиромаштвом или глађу или да се окрене криминалу. Ако роб одбије да ради, на располагању су бројне казне; од премлаћивања до ускраћивања хране – иако су економски рационални робовласници практиковали позитивно поткрепљење да би постигли најбоље резултате, пре него што би изгубили новац убијањем скупог роба.[39][40]
3. Историјски гледано, распон занимања и статусних позиција које су имали робови била је скоро једнака оној коју имају слободне особе, што указује на неке сличности између ропства и најамног ропства.[41]
4. Као и чател ропство, најамно ропство не произилази из неке непроменљиве „људске природе“, већ представља „специфичан одговор на материјалне и историјске услове“ који „рефлектују становнике, друштвене односе... идеје... [и] друштвени облик свакодневног живота“.[42]
5. Сличности су постале замагљене када су заговорници најамног рада победили у Америчком грађанском рату 1861–1865, у којем су се такмичили за легитимитет са браниоцима ропства. Свака страна је дала препозитивну оцену сопственог система док је оцрњивала противника.[8][28][29]

Према америчком анархосиндикалистичком филозофу Ноаму Чомском, и сами радници су приметили сличности између чател и најамног ропства. Чомски је приметио да су девојке из Лоуела из 19. века, без икаквог пријављеног знања о европском марксизму или анархизму, осудиле „деградацију и потчињавање“ новонасталог индустријског система и новог доба, где је парола "стећи богатство, док заборављаш све осим себе“. Оне су тврделе да „они који раде у млиновима треба да их поседују“. Своју забринутост изразиле су у протестној песми током свог штрајка 1836. године:
Ох! Зар није штета, тако лепа девојка као ја

да у фабрици клоне и да умре?

Ох! Не могу бити робиња, нећу бити робиња,

Јер ја тако волим слободу,

Да не могу бити робиња.
Одбране и најамног рада и чател ропства у литератури повезују потчињавање човека човеку са потчињавањем човека природи – тврдећи да хијерархија и посебни производни односи друштвеног система представљају људску природу и нису ништа више принудни од стварности самог живота. Према овом наративу, сваки добронамерни покушај да се суштински промени статус кво је наивно утопијски и резултираће још опресивнијим условима. Шефови у оба ова дуготрајна система су тврдили да су њихови системи створили много богатства и просперитета. У извесном смислу, и једни и други су отворили радна места, а њихово улагање је подразумевало ризик. На пример, робовласници су ризиковали да изгубе новац купујући робове који су се касније разболели или умрли; док су газде ризиковали да изгубе новац ангажујући раднике (најамне робове) да праве производе који се нису добро продавали на тржишту. На крају крајева, и чател и најамни робови могу постати газде; понекад напорним радом. Прича "од рђе до злата" повремено се дешава у капитализму; прича о „робу да господари“ десила се на местима попут колонијалног Бразила, где су робови могли да купе сопствену слободу и постану власници предузећа, самозапослени или робовласници. Дакле, критичари концепта најамног ропства не сматрају друштвену мобилност, или напоран рад и ризик који то може да повуче, као искупљујући фактор.
Антрополог Дејвид Гребер је приметио да су историјски први уговори о најамном раду за које знамо – у старој Грчкој или Риму, или у малајским или свахили градским државама у Индијском океану – заправо били уговори о изнајмљивању робова (обично би власник добијао део новца, а робови други део, помоћу којих би одржавали своје животне трошкове). Према Греберу, такви аранжмани су били прилично уобичајени и у ропству Новог света, било у Сједињеним Државама или у Бразилу. К. Л. Р. Џејмс (1901–1989) је тврдио да се већина техника људске организације коришћене на фабричким радницима током индустријске револуције прво развила на плантажама робова. Накнадни рад „савремени менаџмент има корене у плантажама са робовима“.

### Промене у употреби појма
Крајем 19. века, северноамеричка радничка реторика се окренула ка конзумеристичкој и економској политици, од своје раније радикалне, произвођачке визије. Док су радничке организације некада називале немоћно обесправљење од успона индустријског капитализма „најамно ропство“, та фраза је пала у немилост до 1890. године пошто су те организације усвојиле прагматичну политику и фразе попут „надничарења“. Америчка произвођачка радна политика наглашавала је контролу услова производње као гаранта самосталне, личне слободе. Како су фабрике почеле да доводе занатлије у своје куће до 1880. године, зависност од надница је заменила слободу надница као стандард за квалификоване, неквалификоване и синдикалне раднике.
У општијој употреби на енглеском језику, фраза "платно ропство" (енгл. wage slavery)и њене варијанте постале су све учесталије у 20. веку.

## Третман у различитим економским системима
Неки антикапиталистички мислиоци тврде да елита одржава најамно ропство и подељену радничку класу својим утицајем на медије и индустрију забаве, образовним институцијама, неправедним законима, националистичком и корпоративном пропагандом, притисцима и подстицајима да се интернализују вредности које су корисне структури моћи, насиљем у држави, страхом од незапослености и експлоатационим/трансферским наслеђем који обликују претходно наслеђе и профит. развој економске теорије. Адам Смит је приметио да се послодавци често завере да би плате биле ниске и да имају предност у сукобима између радника и послодаваца:
Интерес трговца... у било којој грани трговине или производње, увек је у неким аспектима другачији, па чак и супротан интересу јавности... Они генерално имају интерес да обмањују, па чак и да угњетавају јавност... Ретко чујемо, речено је, за комбинације мајстора, мада често и  радника. Али ко год замишља, због тога, да се мајстори ретко комбинују, подједнако је неупућен у свет као и о субјекту. Господари су увек и свуда у некаквој прећутној, али сталној и једнообразној комбинацији, да не подижу надницу рада изнад своје стварне стопе... Није, међутим, тешко предвидети која од две стране у свим уобичајеним приликама мора имати предност у спору, а другу натерати да се повинује њиховим условима.

### Капитализам
Концепт најамног ропства могао би се замислити да се прати до преткапиталистичких фигура попут Џерарда Винстанлија из покрета радикалних хришћанских покрета попут Diggers у Енглеској, који је у свом памфлету из 1649. године, Нови закон праведности, написао да „неће бити куповине или продаје, нема сајмова или тржишта, али цела земља ће бити за сваког другог човека, само ће један за сваког другог бити благо“ биће господар сам од себе“.
Аристотел је навео да „грађани не смеју да живе механичарским или трговачким животом (јер је такав живот неплеменит и неповољан за врлину), нити они који треба да буду грађани у најбољем стању морају да обрађују земљу (јер је доколица потребна и за развој врлине и за активно учешће у политици)“, како се често деградира плаћен посао, а „парафраза2] упија ум“. Цицерон је 44. п. н. е. написао да су „вулгарно средство за живот свих најамних радника које плаћамо за пуки физички рад, а не за уметничку вештину; јер је у њиховом случају сама плата коју примају залог њиховог ропства“. Донекле сличне критике изнели су и неки заговорници либерализма, као што су Силвио Гесел и Томас Пејн; Хенри Џорџ, који је инспирисао економску филозофију познату као џорџизам; и Дистрибутистичку школу мишљења унутар Католичке цркве.
За Карла Маркса и анархистичке мислиоце попут Михаила Бакуњина и Петра Кропоткина, најамно ропство је било класно стање због постојања приватне својине и државе. Ова ситуација у разреду првенствено је почивала на:
1. Постојање имовине која није намењена за активно коришћење;
2. Концентрација власништва у неколико руку;
3. Недостатак директног приступа радника средствима за производњу и потрошним добрима; и
4. Овековечење резервне војске незапослених радника.

И секундарно на:
1. Расипање радничких напора и ресурса на производњу бескорисног луксуза;
2. Расипање робе да би њихова цена остала висока; и
3. Отпад свих оних који седе између произвођача и потрошача, узимајући своје удео у свакој фази, а да заправо не доприносе производњи робе, тј. посредника.

### Фашизам
Фашистичка економска политика била је више непријатељска према независним синдикатима него модерним економијама у Европи или Сједињеним Државама. Фашизам је био шире прихваћен 1920-их и 1930-их, а стране корпоративне инвестиције (посебно из Сједињених Држава) у Немачкој су порасле након што су фашисти преузели власт.
Неки значајни критичари, као што је Буенавентура Дурути, сматрају да је фашизам крајње оружје привилегованих да се обезбеди одржавање најамног ропства:
Ниједна влада се не бори против фашизма да би га уништила. Када буржоазија види да јој власт измиче из руку, она подстиче фашизам да се држи својих привилегија.

## Психолошки ефекти
Према Ноаму Чомском, анализа психолошких импликација најамног ропства сеже у доба просветитељства. У својој књизи Границе државне акције из 1791. године, класични либерални мислилац Вилхелм фон Хумболт је објаснио како „оно што не произилази из човековог слободног избора, или је само резултат инструкција и вођства, не улази у саму његову природу; он то не изводи са истински људским енергијама, већ само са механичком прецизношћу, већ само са механичком прецизношћу, и тако када ми можемо да контролишемо спољну контролу над радом“ презиру оно што он јесте“. Пошто истражују људски ауторитет и послушност, и Милграмов и Станфордски експерименти су се показали корисним у психолошком проучавању односа на радном месту заснованих на платама.

### Идентитет и стрес
Према истраживању, савремени рад пружа људима осећај личног и друштвеног идентитета који је везан за:
1. Конкретна радна улога, чак и ако је неиспуњена; и
2. Друштвена улога коју она повлачи нпр. храњење породице, склапање пријатељства и тако даље.

Стога губитак посла повлачи губитак овог идентитета.
Ерих Фром је тврдио да ако особа себе доживљава као оно што поседује, онда када та особа изгуби (или чак помисли да изгуби) оно што „поседује“ (на пример, леп изглед или оштар ум који му омогућавају да прода свој рад за високе плате) страх од губитка може створити анксиозност и ауторитарне тенденције јер је претња идентитета те особе. Насупрот томе, када се човеков осећај сопства заснива на ономе што доживљава у „стању постојања“ са мање материјалистичким уважавањем онога што је некада имала и што је изгубила, или може изгубити, тада превладавају мање ауторитарне тенденције. По његовом мишљењу, стање бића цвета под радним местом и економијом којом управљају радници, док самовласништво подразумева материјалистички појам сопства, створен да рационализује недостатак контроле радника који би омогућио стање постојања.
Истраживачки новинар Роберт Кутнер анализирао је рад научника из области јавног здравља Џефрија Џонсона и Елен Хол о савременим условима рада и закључује да „бити у животној ситуацији у којој се суочавамо са немилосрдним захтевима других, над којима има релативно мало контроле, значи бити у опасности од лошег здравља, физичког и психичког”. Под најамним радом, „релативно мала елита захтева и добија оснаживање, самоактуализацију, аутономију и друго задовољство радом које делимично надокнађује дуге сате“, док „епидемиолошки подаци потврђују да је већа вероватноћа да ће слабије плаћени радници нижег статуса доживети клинички најштетније облике стреса, делом зато што имају мању контролу над својим послом“.
Најамно ропство и образовни систем који му претходи „подразумева моћ коју има вођа. Без моћи вођа је неспособан. Поседовање моћи неизбежно води корупцији ... упркос ... добрим намерама ... [Руководство значи] моћ иницијативе, овај осећај одговорности, самопоштовање који долази од изражене мушкости, утехе, вође, преузима се од њихове иницијативе. њихова одговорност, њихово самопоштовање постаје његов... [а] поредак и систем који он одржава заснивају се на потискивању мушкараца, од независних мислилаца у 'мушкарце'... Једном речју, он је приморан да постане аутократа и непријатељ демократије". За "лидера" таква маргинализација може бити корисна, јер лидер "не види потребу за било каквим високим нивоом интелигенције у редовима, осим да аплаудира његовим поступцима. Заиста, таква интелигенција са његове тачке гледишта, гајењем критике и опозиције, представља препреку и изазива конфузију". Најамно ропство „подразумева ерозију људске личности ... [јер] се неки људи покоравају вољи других, побуђујући у њима ове инстинкте који их предиспонирају на окрутност и равнодушност пред патњом својих ближњих“.

### Психолошка контрола

#### Веће плате
У расправама о радним односима у 19. веку, нормално се претпостављало да претња од глади приморава оне без имовине да раде за плату. Заговорници гледишта да модерни облици запошљавања представљају ропство над најамнином, чак и када се чини да радници имају низ доступних алтернатива, приписују његово перпетуирање разним друштвеним факторима који одржавају хегемонију класе послодаваца.
У извештају о девојкама из Лоуел млина, Харијет Хансон Робинсон је написала да су понуђене великодушно високе плате како би се превазишла понижавајућа природа посла:
У време када су покренуте Лоуелове памучне фабрике, каста фабричке девојке била је најнижа међу запосленима жена... Представљали су је као изложену утицајима који морају да униште њену чистоту и самопоштовање. У очима свог надгледника она је била само звер, роб, кога су тукли, штипали и гурали. Да би се превазишла ова предрасуда, женама су биле понуђене тако високе плате да би могле да буду навођене да постану млинарице, упркос срамоти која се још увек држала овог понижавајућег занимања.
У својој књизи Дисциплиновани умови, Џеф Шмит истиче да се професионалцима верује да воде организације у интересу својих послодаваца. Пошто послодавци не могу да буду при руци да управљају сваком одлуком, професионалци су обучени да „осигурају да сваки детаљ њиховог посла фаворизује праве интересе – или да угрози оне који су у невољи“ у одсуству отворене контроле:
Добијени професионалац је послушни мислилац, интелектуална својина којој послодавци могу веровати да експериментише, теоретизира, иновира и ствара безбедно у границама додељене идеологије.
Теорија Парецон (партиципативне економије) поставља друштвену класу „између рада и капитала“ више плаћених професионалаца као што су „лекари, адвокати, инжењери, менаџери и други“ који монополизују оснаживање рада и чине класу изнад најамних радника који углавном раде „послушан, напамет“.

#### Мање плате
Изрази "запослени" или "радник" често су замењени са "сарадник" или "партнер". Ово поиграва наводну добровољну природу интеракције док умањује подређени статус најамног радника, као и класну разлику између радника и шефа коју наглашавају раднички покрети. Билборди, као и телевизијски, интернет и новински огласи, доследно приказују раднике са ниским платама са осмехом на лицима, који изгледају срећни.
Интервјуи за посао и други подаци о захтевима за ниже квалификованим радницима у развијеним земљама – посебно у растућем сектору услуга – указују на то да што више радници зависе од ниских плата и што је њихов посао мање квалификован или пожељан, то послодавци више прегледавају раднике без бољих опција за запошљавање и очекују да ће глумити мотивацију без накнаде. Такво скрининг и лажирање не само да могу допринети позитивној слици о себи као о некоме ко даје пожељно запослење, већ и сигнализирати зависност од плате указујући на спремност запосленог да се претвара, што заузврат може обесхрабрити незадовољство које се обично повезује са променом посла или синдикалним активностима.
Истовремено, послодавци у услужној делатности су правдали нестабилну запосленост са скраћеним радним временом и ниске плате умањујући значај услужних послова за животе најамних радника (нпр. само привремено пре него што се нађе нешто боље, посао за студенте током лета и слично).
Почетком 20. века осмишљене су „научне методе разбијања штрајкова“ – применом различитих тактика које су наглашавале како штрајкови подрива „хармонију“ и „американизам“.

## Радничко самоуправљање
Some social activists objecting to the market system or price system of wage working historically have considered syndicalism, worker cooperatives, workers' self-management and workers' control as possible alternatives to the current wage system.

### Рад и влада
The American philosopher John Dewey believed that until "industrial feudalism" is replaced by "industrial democracy", politics will be "the shadow cast on society by big business". Thomas Ferguson has postulated in his investment theory of party competition that the undemocratic nature of economic institutions under capitalism causes elections to become occasions when blocs of investors coalesce and compete to control the state.
Noam Chomsky has argued that political theory tends to blur the 'elite' function of government:
Modern political theory stresses Madison's belief that "in a just and a free government the rights both of property and of persons ought to be effectually guarded." But in this case too it is useful to look at the doctrine more carefully. There are no rights of property, only rights to property that is, rights of persons with property,...

In representative democracy, as in, say, the United States or Great Britain [...] there is a monopoly of power centralized in the state, and secondly – and critically – [...] the representative democracy is limited to the political sphere and in no serious way encroaches on the economic sphere [...] That is, as long as individuals are compelled to rent themselves on the market to those who are willing to hire them, as long as their role in production is simply that of ancillary tools, then there are striking elements of coercion and oppression that make talk of democracy very limited, if even meaningful.
In this regard, Chomsky has used Bakunin's theories about an "instinct for freedom", the militant history of labor movements, Kropotkin's mutual aid evolutionary principle of survival and Marc Hauser's theories supporting an innate and universal moral faculty, to explain the incompatibility of oppression with certain aspects of human nature.

### Утицај на деградацију животне средине
Loyola University philosophy professor John Clark and libertarian socialist philosopher Murray Bookchin have criticized the system of wage labor for encouraging environmental destruction, arguing that a self-managed industrial society would better manage the environment. Like other anarchists, they attribute much of the Industrial Revolution's pollution to the "hierarchical" and "competitive" economic relations accompanying it.

### Уговори о раду
Some criticize wage slavery on strictly contractual grounds, e.g. David Ellerman and Carole Pateman, arguing that the employment contract is a legal fiction in that it treats human beings juridically as mere tools or inputs by abdicating responsibility and self-determination, which the critics argue are inalienable. As Ellerman points out, "[t]he employee is legally transformed from being a co-responsible partner to being only an input supplier sharing no legal responsibility for either the input liabilities [costs] or the produced outputs [revenue, profits] of the employer's business". Such contracts are inherently invalid "since the person remain[s] a de facto fully capacitated adult person with only the contractual role of a non-person" as it is impossible to physically transfer self-determination. As Pateman argues:
The contractarian argument is unassailable all the time it is accepted that abilities can 'acquire' an external relation to an individual, and can be treated as if they were property. To treat abilities in this manner is also implicitly to accept that the 'exchange' between employer and worker is like any other exchange of material property ... The answer to the question of how property in the person can be contracted out is that no such procedure is possible. Labour power, capacities or services, cannot be separated from the person of the worker like pieces of property.
In a modern liberal capitalist society, the employment contract is enforced while the enslavement contract is not; the former being considered valid because of its consensual/non-coercive nature and the latter being considered inherently invalid, consensual or not. The noted economist Paul Samuelson described this discrepancy:
Since slavery was abolished, human earning power is forbidden by law to be capitalized. A man is not even free to sell himself; he must rent himself at a wage.
Some advocates of right-libertarianism, among them philosopher Robert Nozick, address this inconsistency in modern societies arguing that a consistently libertarian society would allow and regard as valid consensual/non-coercive enslavement contracts, rejecting the notion of inalienable rights:
The comparable question about an individual is whether a free system will allow him to sell himself into slavery. I believe that it would.
Other economists including Murray Rothbard allow for the possibility of debt slavery, asserting that a lifetime labour contract can be broken so long as the slave pays appropriate damages:
[I]f A has agreed to work for life for B in exchange for 10,000 grams of gold, he will have to return the proportionate amount of property if he terminates the arrangement and ceases to work.

## Школе економије
In the philosophy of mainstream, neoclassical economics, wage labor is seen as the voluntary sale of one's own time and efforts, just like a carpenter would sell a chair, or a farmer would sell wheat. It is considered neither an antagonistic nor abusive relationship and carries no particular moral implications.
Austrian economics argues that a person is not "free" unless they can sell their labor because otherwise that person has no self-ownership and will be owned by a "third party" of individuals.
Post-Keynesian economics perceives wage slavery as resulting from inequality of bargaining power between labor and capital, which exists when the economy does not "allow labor to organize and form a strong countervailing force".
The two main forms of socialist economics perceive wage slavery differently:
1. Libertarian socialism sees it as a lack of workers' self-management in the context of substituting state and capitalist control with political and economic decentralization and confederation.
2. State socialists view it as an injustice perpetrated by capitalists and solved through nationalization and social ownership of the means of production.

## Критика
Неки аболиционисти у Сједињеним Државама сматрали су лажном аналогију најамних радника као најамних робова. Веровали су да најамни радници „нису учињени неправди ни угњетавани“. Аболициониста и бивши роб Фредерик Даглас изјавио је "Сада сам сам свој господар" када је прихватио плаћени посао. Касније у животу, он је закључио супротно „искуство показује да може постојати ропство наднице само мало мање погубно у својим последицама од ропства покретног новца, и да то ропство наднице мора да се спусти заједно са другим“. Међутим, Абрахам Линколн и републиканци „нису оспорили идеју да су они који цео свој живот проводе као најамни радници упоредиви са робовима“, иако су тврдили да је стање другачије, све док је вероватно да ће радници развити прилику да раде за себе у будућности, постижући самозапошљавање.
Неки заговорници laissez-faire капитализма, међу њима и филозоф Роберт Нозик, рекли су да се неотуђива права могу одрећи ако се то уради добровољно, рекавши „упоредиво питање о појединцу је да ли ће му слободни систем дозволити да се прода у ропство. Верујем да би то било”.
Други, попут анархо-капиталистичког економисте Волтера Блока, иду даље и тврде да су сва права у ствари отуђива, наводећи да је добровољно ропство и, према томе, ропство над плаћама легитимно.